# Ernst von der Burg

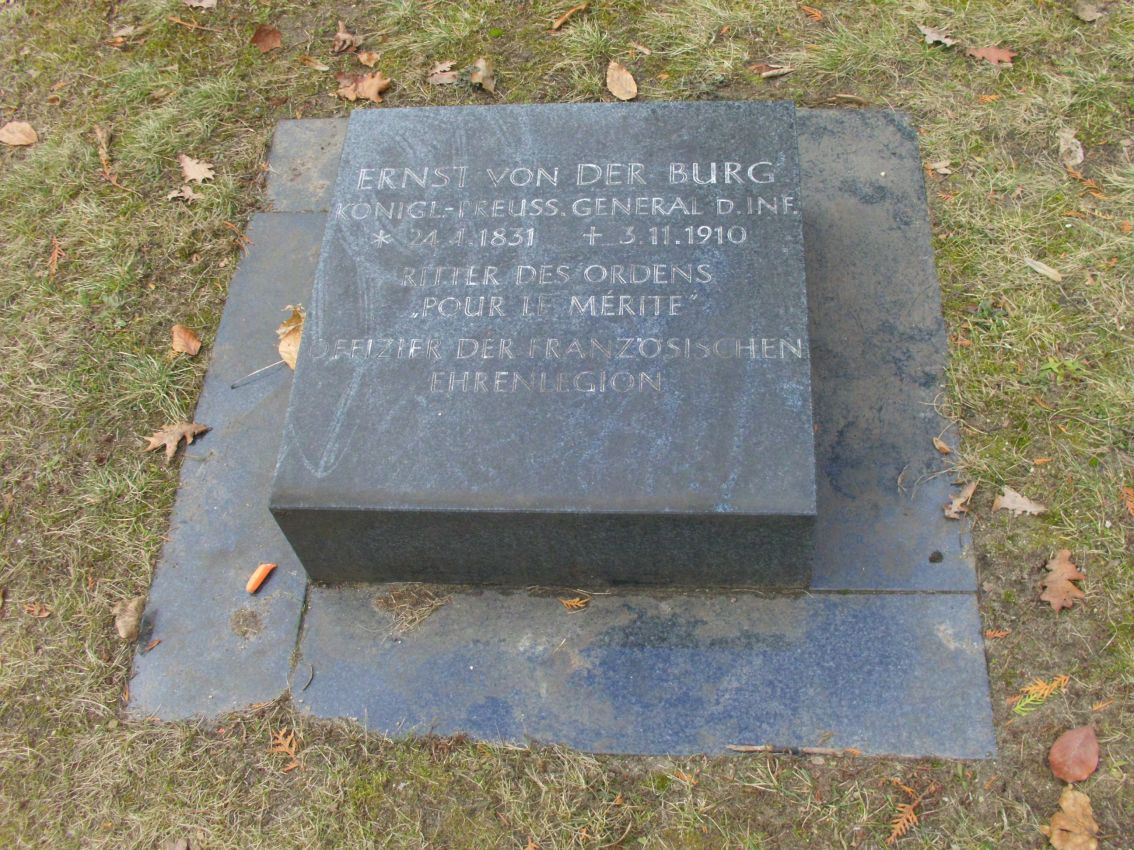
Restitutions-Grabstein für Ernst von der Burg auf dem Invalidenfriedhof Berlin (Zustand 2013)

Ernst Engelbert Oskar Wilhelm von der Burg (* 24. April 1831 in Luckenwalde; † 3. November 1910 in Berlin-Charlottenburg) war ein preußischer General der Infanterie. Er ist nicht mit dem Pädagogen Ernst Christian Friedrich Schreck (* 1857) zu verwechseln, der den Namen Ernst von der Burg als Pseudonym benutzte.

## Leben

### Herkunft
Burg entstammte einer um 1600 in Lennep im Herzogtum Berg erwähnten Familie, die 1658 in Prag in den ungarischen und böhmischen Adelsstand erhoben wurde. Er war ein Sohn des preußischen Majors a. D. Karl von der Burg (1797–1882) und dessen Ehefrau Karoline, geborene Wildungen (1811–1887). Sein älterer Bruder Wilhelm war preußischer Oberst und hatte Nachfahren bis in das 20. Jahrhundert, die Brüder Robert und Olwig waren jung verstorben, Bruder Franz starb als Leutnant zur See mit 20 Jahren. Seine einzige Schwester Olga blieb unvermählt.

### Militärkarriere
Burg absolvierte das Gymnasium und die Ritterakademie in Dom Brandenburg. Anschließend besuchte er die Kadettenhäuser in Potsdam und Berlin und wurde am 28. April 1849 als Sekondeleutnant der Garde-Artillerie-Brigade der Preußischen Armee überwiesen. Hier stieg er bis Mai 1861 zum Hauptmann auf. Am 1. April 1862 wurde er zur Erlernung der französischen Sprache nach Paris kommandiert und nahm von August 1862 bis Dezember 1863 an der Intervention von Kaiser Napoleon III. in Mexiko teil. In dessen Verlauf kämpfte er u. a. in der Schlacht bei Puebla und wurde am 5. April 1863 mit dem Kreuz der Ehrenlegion sowie am 19. Mai 1863 mit dem Roten Adlerorden IV. Klasse mit Schwertern ausgezeichnet.
Unter Entbindung von seinem Kommando nach Paris folgte am 21. Februar 1864 seine Versetzung in den Generalstab der 1. Division nach Königsberg. Burg nahm im gleichen Jahr während des Krieges gegen Dänemark an der Belagerung und dem Sturm auf die Düppeler Schanzen teil, wobei er leicht verwundet wurde. Mitte Juni 1864 wurde er dann in den Generalstab des II. Armee-Korps versetzt und am 6. Februar 1866 zum Major befördert. Von Ende März bis Mitte Mai 1866 war Burg zur Gesandtschaft in Florenz kommandiert, um sich ein Bild über die dortigen Streitkräfte zu verschaffen. Während dieser Zeit traf er auch mit König Viktor Emanuel II. und dem italienischen Ministerpräsidenten Alfonso La Marmora zusammen.
Für die Dauer des mobilen Verhältnisses anlässlich des Deutschen Krieges war Burg im Generalstab des Oberkommandos der 2. Armee tätig, das Kronprinz Friedrich führte. Er nahm an den Kämpfen bei Trautenau, Königgrätz und Tobitschau teil. Aufgrund der dabei gezeigten Leistungen erhielt Burg am 20. September 1866 den Orden Pour le Mérite. Nach Friedensschluss kehrte er zum Generalstab des II. Armee-Korps zurück. Im März 1867 wurde Burg aufgrund seiner guten Sprachkenntnisse und seiner in den Jahren 1862/63 erworbenen Reputation als Militärattaché des Norddeutschen Bundes an die Botschaft in Paris kommandiert und am 18. Juni 1869 zum Oberstleutnant befördert. Während seiner dortigen Dienstzeit unternahm er mehrfach Reisen durch Frankreich und konnte sich dabei einen guten Überblick über den Zustand und die Stärke der Armee machen. Im Januar 1870 aus Paris abberufen, wurde Burg Mitte des Monats zunächst mit der Führung der Geschäfte als Chef des Generalstabs des I. Armee-Korps beauftragt. Kurz vor dem Beginn des Krieges gegen Frankreich wurde Burg schließlich am 14. Juli 1870 zum Chef ernannt.
In dieser Stellung nahm er an den Schlachten von Colombey, Noisseville, Amiens sowie der Belagerung von Metz teil und hatte dabei maßgeblichen Anteil an den Erfolgen des Korps. Dafür wurde Burg mit beiden Klassen des Eisernen Kreuzes ausgezeichnet. Außerdem erhielt er am 24. Februar 1871 das Eichenlaub zum Pour le Mérite.
Nach dem Frieden von Frankfurt Mitte August 1871 zum Oberst befördert, wurde Burg Ende Oktober 1871 zum Chef des Generalstabs der Okkupationsarmee in Frankreich ernannt. Von dieser Stellung am 19. September 1873 entbunden, folgte vom 15. November 1873 bis 17. Mai 1876 seine weitere Verwendung als Kommandeur des Niederrheinischen Füsilier-Regiments Nr. 39 in Düsseldorf. Unter Stellung à la suite dieses Regiments wurde Burg anschließend zum Kommandeur der 16. Infanterie-Brigade in Erfurt ernannt sowie am 30. Mai 1876 zum Generalmajor befördert. Nachdem sein ehemaliger Kommandierender General Edwin von Manteuffel zum Statthalter von Elsaß-Lothringen und zum Befehlshaber des XV. Armee-Korps ernannt worden war, erbat er sich Burg als Chef seines Generalstabes, der diese Stellung am 3. Februar 1880 übernahm. Am 20. September 1881 wurde Burg dann mit der Führung der 11. Division in Breslau beauftragt und zeitgleich mit der Beförderung zum Generalleutnant am 15. November 1881 zum Kommandeur ernannt.
Vom 9. September 1884 bis 14. Januar 1887 war er Militärgouverneur der Festung Straßburg. Anschließend beauftragte man ihn zunächst mit der Führung des II. Armee-Korps, bis er schließlich am 17. September 1887 zum Kommandierenden General ernannt wurde. Anlässlich der Beisetzungsfeierlichkeiten von Kaiser Wilhelm I. war er zum italienischen Kronprinzen Viktor Emanuel und bei der Beerdigung von Kaiser Friedrich III. zum Kronprinzen von Schweden kommandiert. Am 23. April 1888 folgte seine Beförderung zum General der Infanterie. In Würdigung seine langjährigen Verdienste erhielt Burg am 23. März 1890 das Großkreuz des Roten Adlerordens mit Eichenlaub und Schwertern am Ringe. Nach den Herbstmanövern seines Armee-Korps wurde Burg unter Stellung à la suite des 1. Garde-Feldartillerie-Regiments am 20. Oktober 1891 mit Pension zur Disposition gestellt.
Sein Ableben wurde im Armee-Verordnungsblatt Nr. 25 vom 5. November 1910 sowie durch eine große Traueranzeige im Militär-Wochenblatt bekannt gegeben:

„Anlegung von Trauer zu Ehren des verstorbenen Generals der Infanterie z.D. v. der Burg.
Um das Andenken des verstorbenen Generals der Infanterie z.D. v. der Burg, des tapferen, in Krieg und Frieden hochverdienten, früheren kommandierenden Generals des II. Armee-Korps zu ehren, bestimme Ich hierdurch, daß die Offiziere Meines 1. Garde-Feldartillerie-Regiments, à la suite dessen der Verstorbene gestanden hat, drei Tage Trauer anlegen. Neues Palais den 5. November 1910“

Burg wurde am 7. November 1910 auf dem Invalidenfriedhof in Berlin beigesetzt, wo seine Grabstelle noch vorhanden ist.

### Familie
Er hatte sich am 9. Januar 1868 in Winterthur, Kanton Zürich mit Marie Ida Rieter (1846–1924) verheiratet. Sie war die Tochter des Kaufmanns Adolf Rieter und der Maria Ida Rothpletz. Aus der Ehe gingen zwei Töchter hervor:
- Frida (1870–1913) ⚭ Ferdinand Graf Wengerski
- Jeanne (1872–1960) ⚭ 3. Januar 1898 Siegfried Graf zu Eulenburg-Wicken

## Schriften
- Erinnerungen aus Krieg und Frieden. Mittler & Sohn, Berlin 1903, Reprint 2022, ISBN 978-3-36822-765-4. (Digitalisat)